# La Cueva de Roa
La Cueva de Roa è un comune spagnolo di 85 abitanti situato nella comunità autonoma di Castiglia e León.